# Rhynchostruthus socotranus
El picogordo de Socotora  (Rhynchostruthus socotranus) es una especie de ave paseriforme de la familia Fringillidae endémica de la isla de Socotra, en el Océano Índico frente a la costa de Yemen. Algunas autoridad consideraban que R. socotranus era la única especie del género Rhynchostruthus, incluyendo a todos los otros picos gordos de alas doradas como subespecies. Pero recientemente las tres poblaciones son consideradas por lo general especies distintas, con R. socotranus solo abarcando la población en Socotra, el picogordo árabe pasando a ser el R. percivali, y el picogordo somalí R. louisae.

## Descripción
Los machos tienen todo se plumaje de un tono gris-amarronado con pico negro, su cabeza es oscura con una máscara negra, manchas blancas grandes en las mejillas, y manchas largas de tono amarillo brillante en las alas y cola. Las hembras son similares a los machos pero de un tono más opaco, y los ejemplares juveniles poseen un diseño a rayas y no poseen el patrón distintivo que tienen los adultos en la cabeza.

## Ecología y estatus
El picogordo de Socotora mora en diversos hábitats desde las montañas hasta el nivel del mar. Por lo general habita bosquecillos y matorrales áridos con presencia de euphorbias, acacias (Acacia) y juniperos (Juniperus). Los frutos de estas plantas conforman la base de su dieta.
La población se estima en unos 6500 ejemplares adultos. A pesar de solo habitar una única isla, parecería que su futuro no se encuentra amenazado. Por lo tanto la IUCN lo ha clasificado como una especie bajo preocupación menor, aun cuando se han dividido sus poblaciones en el continente.